# Velika pećina kod izvora Bioštice
Velika pećina nalazi se kod izvora rijeke Bioštice u općini Sokolac. Pećina je smještena ispod planine Kravarevice. Geomorfološka je turistička vrijednost općine Sokolac.
Geomorfološki je spomenik prirode.